# Янаон
Янаон (фр. Yanaon) — европейская колония, существовавшая в Индии в XVIII—XX веках на месте современного города Янам.

## История
Эти места упоминаются в книге «Le Jardin Botanique de Yanaon» («Ботанический сад Янаона»), изданной в 1723 году полковником Биго. Французская Ост-Индская компания основала в этих местах торговый пост, но из-за нерентабельности он был закрыт в 1727 году.
В 1750-х годах раджа Визианагарама подарил эти места Шарлю де Бюсси-Кастельно в благодарность за помощь в войне против раджи Боббили, и их стали называть «Инам» («подарок»), что впоследствии трансформировалось в «Янам».
Во время Семилетней войны эти места были оккупированы британцами, и Франция получила их обратно лишь в 1763 году, в соответствии с условиями Парижского мирного договора.
Когда в 1778 году Франция присоединилась к войне за независимость США, Янаон был опять занят британскими войсками, и был возвращён Франции в 1785 году в соответствии с условиями Парижского мирного договора 1783 года.
С началом в 1793 году войн Французской революции Янаон вновь был занят британцами, и возвращён Франции 26 сентября 1816 года в соответствии с условиями Парижского мирного договора 1814 года.
23 июля 1849 года, во время июльской монархии, Янаону королевским указом была дарована местная администрация. С 1871 года Янаон стал посылать одного представителя в Палату депутатов Франции, в 1872 году там был учреждён Местный совет, с 1878 года Местный совет получил право направлять одного представителя в Сенат Франции.
В 1946 году Янаон был преобразован в Заморскую территорию Франции.
После образования независимой Индии во французских колониях на индийском субконтиненте начало шириться движение за объединение с Индией. В июне 1954 года администрация Янаона объявила о присоединении к Индии. Официальный договор о передаче земель бывшей Французской Индии был заключён в мае 1956 года, ратифицирован французским парламентом в мае 1962 года, а обмен ратифицированными документами между Францией и Индией состоялся 16 августа 1962 года.